# Jamblichus (Bischof)
Jamblichus (auch Jamblychus, Iamblichus, Iamnerius) war im 5. Jahrhundert Bischof von Trier. Der Bischof wird um 475/476 erwähnt.

## Leben
Eugen Ewig schließt aus dem griechischen Namen des Bischofs auf eine in Trier verbliebene griechisch-orientalische Kolonie. Aus dieser gingen Jamblichus und sein Vorgänger Cyrillus hervor. Andere gehen davon aus, dass die Bischöfe aus der Rhone-Gegend stammten. In der Versepistel des Bischofs Auspicius von Toul wird der fränkische Beherrscher der Gegend um Trier, der Comes Arbogast, gemahnt, dem Bischof Jamblichus ehrerbietig zu begegnen. Beziehungen hatte er auch zu anderen nordgallischen Bischöfen, etwa zu Lupus von Troyes und Sidonius Apollinaris. Es deuten sich in dieser Zeit Ansätze der Unterordnung anderer Bistümer, wie des von Troyes, unter die Trierer Kirche und damit die Entwicklung hin zu einem Metropolitensitz an.
Eine Grabinschrift eines Jamblichus wurde in Chalon-sur-Saône gefunden. Es scheint kein Zweifel daran zu bestehen, dass es sich dabei um den Trierer Bischof handelt. Lediglich die Datierung auf 479 ist problematisch. Möglicherweise hat Jamblichus um 486 Trier im Zusammenhang mit der fränkischen Übernahme der Stadt verlassen.